# TVR Internațional
TVR Internațional (zkráceně TVRi) je jedním z kanálů Rumunské televizní společnosti pro Rumuny v zahraničí. Byla založena 1. prosince 1995. Příjem je bezplatný, výhradně satelitem, kanál je pro zájemce rumunských komunit opětovně přenášen kabelem.